# 蟾甾内酯
蟾甾内酯又称蟾蜍羟酸内酯、乙型强心苷元，简称蟾蜍甾，是一种甾体结构母核。许多种蟾蜍与绵枣儿属植物能产生其衍生物，常为强心苷的糖苷配基，通常具有毒性。